# Microsoft Windows 11, version 22H2
Windows 11 2022 Update （バージョン22H2 、開発コードネームは「Sun Valley 2」）

バージョン 22H2 は、Windows 11に対する最初の大型アップデートで2022年9月20日にリリースされた。安定版のビルド番号は「22621」である。

## 概要
最初のプレビュービルドであるビルド 22449 は、2021年9月2日にDev チャネルのInsiderにリリースされ、2022年3月2日のビルド 22567 以降、バージョン文字列が "Dev" から "22H2" となり、2022年3月23日のビルド 22581 でBeta チャネルにもリリースされた。
主な新機能は次の通りである。
- 再設計されたタスクマネージャーと新しい効率モード機能
- タスクバーにドラッグアンドドロップ機能を再追加
- スナップ レイアウト エクスペリエンスの改善
- 新しいライブ キャプション機能
- 信頼できないアプリケーションをブロックする新しい Smart App Control (SAC) 機能
- 「フォーカスアシスト」機能を「サイレントモード」と「フォーカス」に分割
- 標準搭載アプリとしてClipchampを同梱

Windows 11 バージョン 22H2 に対する最初の機能アップデート（コードネーム "Moment 1"）は、2022年10月18日にビルド22621.675でリリースされ、いくつかの新機能が加えられた。
- 新しいタブ ブラウジング機能と、ファイル エクスプローラーの左側のナビゲーションペインのレイアウトが更新
- 新しいインライン推奨アクション機能
- タスクバーのオーバーフロー機能を再導入
- 組み込みの Windows 共有ウィンドウの改善

Windows 11 バージョン 22H2 に対する2番目の機能アップデート (コードネーム "Moment 2")は、2023年2月28日にビルド22621.1344でリリースされ、いくつかの新機能がさらに加えられた。
- Phone Link アプリでのiOSのサポートを追加
- NPU互換デバイスのクイック設定の新しい Studio Effects セクション
- 再設計されたクイック アシストアプリ
- ウィジェット パネルにサードパーティ アプリのサポートを追加
- タブレットに最適化されたタスクバーを再導入
- Snipping Toolに画面録画機能を追加
- メモ帳アプリにタブのサポートを追加
- ナレーターでの新しい点字ディスプレイと入出力言語のサポート
- 設定アプリの新しいエネルギー推奨ページ
- 設定アプリの更新されたタッチ キーボード オプション
- 新しいタミル アンジャル キーボード
- タスクバーの検索ボックスの再導入

Windows 11 バージョン 22H2 に対する3番目の機能アップデート (コードネーム "Moment 3")は、2023年5月24日にビルド22621.1778でリリースされ、いくつかの新機能が加えられた。
- 設定アプリの新しいプレゼンスセンサーのプライバシー設定
- タスクバー上の新しい VPN アイコン
- スタート メニューのユーザー プロフィール アイコンに通知バッジを表示する機能を追加
- より多くの言語でライブキャプションを導入
- タスクマネージャーでライブカーネルメモリダンプを作成する機能を追加
- Content Adaptive Brightness Control (CABC) をデスクトップ コンピュータとバッテリ駆動デバイスに導入
- 通知トーストの2 要素認証コードをコピーするための新しいコピー ボタン
- 設定アプリの新しいUSB4ハブとデバイス ページ
- 設定アプリに新しいタッチキーボードオプションを再導入
- 新しいマルチアプリキオスクモード
- タスクバーのシステムクロックに秒を表示する機能が再導入
- Bluetooth LE オーディオとLC3コーデックのサポートを追加

Windows 11 バージョン 22H2 に対する4番目の機能アップデート (コードネーム "Moment 4")は、2023年9月26日にリリースされ、いくつかの新機能が加えられた。
- Windows での Copilot の利用可能 (プレビュー段階)
- [スタート] メニューの [推奨] セクションにあるファイルの上にマウスを移動すると、新しいプレビュー ポップアップが表示される。
- クイック設定での新しいボリューム ミキサー エクスペリエンス
- タスクバーボタンを決して結合できない機能が再導入
- システムトレイの時刻と日付を非表示にする機能を追加
- タスクバーのシステムトレイの通知ベルアイコンを更新
- ファイル エクスプローラーの最新化された詳細ペイン、ホームページ、アドレス バー、および検索ボックス
- ファイル エクスプローラーの新しいギャラリー機能
- 追加のアーカイブ ファイル形式 ( 7z、rar、tar )のネイティブ サポートを追加
- 新しい Windows バックアップ アプリ
- OOBE 中にバックアップから復元するための新しい画面
- デスクトップ アプリのバックアップと復元のエクスペリエンスの改善
- Unicode絵文字15のサポートを追加
- COLRv1 カラー形式のサポートを追加
- 新しいナレーターの自然音声 (簡体字中国語、スペイン語 (スペインとメキシコ)、日本語、英語 (イギリスとインド)、フランス語、ポルトガル語、ドイツ語、韓国語)
- 音声アクセスによる新しいテキスト作成エクスペリエンス
- 設定アプリの新しいホームページ
- 再設計された Windows セキュリティ通知ダイアログ

Windows 11 バージョン 22H2 に対する5番目の機能アップデート (コードネーム "Moment 5")は、2024年2月29日にリリースされ、いくつかの新機能が加えられた。
このアップデートは、Home、Pro、Pro Education、Pro for Workstations、SEエディションでは2024年10月8日にサポートが終了した。 また、Enterprise、Enterprise multi-session、IoT Enterprise、Educationエディションは2025年10月14日にサポート終了となる。
なお、OS ビルド 22622から22624までは、バージョン 22H2の環境を維持しつつ新機能のテストを行うために設定された、Beta チャネルのInsider専用のビルドであり、一般向けにリリースされたものではない。

## ビルド
| 凡例 | サポート期限が切れたバージョン | サポート中のバージョン |

### プレビュービルド
| Windows 11 バージョン 22H2 のプレビュー ビルド | Windows 11 バージョン 22H2 のプレビュー ビルド                      | Windows 11 バージョン 22H2 のプレビュー ビルド | Windows 11 バージョン 22H2 のプレビュー ビルド |
| OS ビルド                                      | リリース日                                                          | 有効期限 (ブランチ)                            | 概要・新機能・新機能 |
| ---------------------------------------------- | ------------------------------------------------------------------- | ---------------------------------------------- | --- |
| 22449.1000                                     | Dev チャネル:： 2021年9月2日                                        | 有効期限: 2021年11月1日 (rs_prerelease)        | - SMB圧縮の既定動作の変更 - ブーツスピナーの新しいプログレッシブアニメーション - 「アクリル」の背景を持つ再設計された通知領域 - スタートのシャットダウンメニューに新しいサインインオプションボタンを追加 |
| 22454.1000                                     | Dev チャネル: 2021年9月9日                                          | 有効期限: 2021年11月1日 (rs_prerelease)        | - デスクトップの「ごみ箱」のコンテキストメニューのデザインを変更 - アップデートされたMicrosoft IME（韓国語）の公開 |
| 22458.1000                                     | Dev チャネル: 2021年9月15日                                         | 有効期限: 2021年11月1日 (rs_prerelease)        | - 主に改善及びバグフィックス |
| 22463.1000                                     | Dev チャネル: 2021年9月22日                                         | 有効期限: 2021年11月1日 (rs_prerelease)        | - 主に改善及びバグフィックス |
| 22468.1000                                     | Dev チャネル: 2021年9月29日                                         | 有効期限: 2022年9月15日 (rs_prerelease)        | - 新しい「ペイント」（Microsoft Paint）アプリ |
| 22471.1000                                     | Dev チャネル: 2021年10月4日                                         | 有効期限: 2022年9月15日 (rs_prerelease)        | - Microsoft IME（日本語）の修正、バグフィックス |
| 22478.1000                                     | Dev チャネル: 2021年10月14日                                        | 有効期限: 2022年9月15日 (rs_prerelease)        | - 「Fluent Design」の新しい絵文字への更新。「Ninja Cat」の絵文字の削除、Emoji 13.1のサポート - タスクバーの「音量」アイコンの機能追加 - 「設定」アプリなどのユーザーインターフェース（UI）の微調整 |
| 22478.1012                                     | Dev チャネル: 2021年10月15日                                        | 有効期限: 2022年9月15日 (rs_prerelease)        | - サービスパイプラインをテスト |
| 22483.1000                                     | Dev チャネル: 2021年10月20日                                        | 有効期限: 2022年9月15日 (rs_prerelease)        | - 主に改善及びバグフィックス |
| 22483.1011                                     | Dev チャネル: 2021年10月22日                                        | 有効期限: 2022年9月15日 (rs_prerelease)        | - サービスパイプラインをテスト |
| 22489.1000                                     | Dev チャネル: 2021年10月27日                                        | 有効期限: 2022年9月15日 (rs_prerelease)        | - 設定アプリの更新 - 新しい「Microsoftアカウント」の設定ページ - 「アプリと機能」ページを「インストール済みアプリ」ページと「アプリの詳細設定」ページに分割 - 指定リゾルバー（DDR）の検出のサポートが追加 - Connectアプリの名前をWirelessDisplayアプリに変更 |
| 22494.1000                                     | Dev チャネル: 2021年11月3日                                         | 有効期限: 2022年9月15日 (rs_prerelease)        | - Microsoft Teamsの通話に参加するときに、タスクバーに新しいマイクアイコンを追加 - 「Alt+Tab」および「タスクビュー」でスナップグループを表示する機能を追加 |
| 22499.1000                                     | Dev チャネル: 2021年11月10日                                        | 有効期限: 2022年9月15日 (rs_prerelease)        | - 開いているアプリウィンドウのコンテンツをタスクバーからMicrosoftTeamsの会議コールに直接共有する機能を追加 |
| 22499.1010                                     | Dev チャネル: 2021年11月12日                                        | 有効期限: 2022年9月15日 (rs_prerelease)        | - サービスパイプラインをテスト |
| 22504.1000                                     | Dev チャネル: 2021年11月17日                                        | 有効期限: 2022年9月15日 (rs_prerelease)        | - IME、絵文字パネル、音声入力のUIテーマをカスタマイズするための設定アプリの新しい「テキスト入力」セクションの改良 - 絵文字のパーソナライズされた組み合わせの機能が追加 - スマホ同期アプリを再設計 |
| 22504.1010                                     | Dev チャネル: 2021年11月19日                                        | 有効期限: 2022年9月15日 (rs_prerelease)        | - サービスパイプラインをテスト |
| 22509.1000                                     | Dev チャネル: 2021年12月1日                                         | 有効期限: 2022年9月15日 (rs_prerelease)        | - スタートメニューのレイアウトをカスタマイズする機能が追 - Microsoft Edgeとナレーターを使用したWebブラウジングのパフォーマンスの向上 |
| 22509.1011                                     | Dev チャネル: 2021年12月3日                                         | 有効期限: 2022年9月15日 (rs_prerelease)        | - サービスパイプラインをテスト |
| 22518.1000                                     | Dev チャネル: 2021年12月8日                                         | 有効期限: 2022年9月15日 (rs_prerelease)        | - 新しい音声アクセス機能 - Spotlightコレクション機能の公開ロールアウト（Windows 10ビルド20231で導入） - タスクバーのウィジェットのエントリポイントを更新 - アクリル背景の再設計された入力スイッチャー |
| 22518.1012                                     | Dev チャネル: 2021年12月11日                                        | 有効期限: 2022年9月15日 (rs_prerelease)        | - サービスパイプラインをテスト |
| 22523.1000                                     | Dev チャネル: 2021年12月15日                                        | 有効期限: 2022年9月15日 (rs_prerelease)        | - 主に改善及びバグフィックス |
| 22526.1000                                     | Dev チャネル: 2022年1月6日                                          | 有効期限: 2022年9月15日 (rs_prerelease)        | - 「Alt+Tab」をフルスクリーンではなくウィンドウモードとして表示する機能を追加 - AirPods 製品使用時の広帯域音声のサポートを追加 |
| 22533.1001                                     | Dev チャネル: 2022年1月12日                                         | 有効期限: 2022年9月15日 (rs_prerelease)        | - 明るさ、音量、カメラのプライバシー、カメラのオン/オフ、機内モードのハードウェア インジケーターのポップアップ デザインを、Windows 11の設計原則に合わせて更新 |
| 22538.1000                                     | Dev チャネル: 2022年1月19日                                         | 有効期限: 2022年9月15日 (rs_prerelease)        | - 主に改善及びバグフィックス |
| 22538.1010                                     | Dev チャネル: 2022年1月21日                                         | 有効期限: 2022年9月15日 (rs_prerelease)        | - サービスパイプラインをテスト |
| 22543.1000                                     | Dev チャネル: 2022年1月27日                                         | 有効期限: 2022年9月15日 (rs_prerelease)        | - より自然なナレーターの声 - 設定アプリでディスク＆ボリュームとストレージスペース設計を更新 - ロック画面のメディアコントロールの更新 - スナップ レイアウトでのアプリ ウィンドウのサイズ変更のエクスペリエンスの改善 |
| 22557.1                                        | Dev チャネル: 2022年2月16日                                         | 有効期限: 2022年9月15日 (ni_release)           | - 新しいライブキャプション機能 - 再設計されたタスクマネージャー - タスクマネージャーの新しい効率モード - [スタート] メニューのピン留めされたアプリ領域でフォルダーを作成および管理する機能が追加 - スナップレイアウトエクスペリエンスの改善 - タスクバーにドラッグアンドドロップ機能を再度搭載追加 - ログイン画面上の再設計されたアクセシビリティポップアップ - 新しいタッチ ジェスチャ - 設定アプリの改善 - 「フォーカスアシスト」機能を「邪魔しない」と「フォーカス」に分割する - 新しい電源とバッテリーのページ - 再設計された日付と時刻とダイヤルアップページ - ファイルエクスプローラの改善 - ファイルをサポートするための「クイックアクセスへのピン留め」機能を拡張 - フォルダ内のアイテムのプレビューを表示する機能を再追加 - OneDrive 統合をエクスプローラーに追加し、OneDrive フォルダーの参照時に OneDrive の同期状態とクォータの使用状況を表示するようになった。 - Outlook を起動せずに共有ウィンドウ内で電子メール メッセージを直接作成する機能が追加された。 - Microsoft Edge とナレーターによる Web 閲覧の改善 - 音声アクセスと Windows スポットライトの改善 - 言語および言語関連機能をプロビジョニングするための新しい PowerShell モジュール - 非推奨の TKIP および WEP セキュリティ プロトコル - Pro版のOOBE中にインターネット接続とMicrosoftアカウントで適用された要件 |
| 22563.1                                        | Dev チャネル: 2022年2月24日                                         | 有効期限: 2022年9月15日 (ni_release)           | - 2-in-1 PCのタスクバーの新しい簡略化されたビュー - ウィジェットパネルのニュースフィードとウィジェットフィードを結合 - Windows Update 通知を切り替えるための新しいグループ ポリシー - 最近の Microsoft Edge タブをスナップ アシストの推奨ウィンドウとして、Edge ウィンドウがスナップされたときに表示する機能が追加 - 絵文字14.0のサポートを追加 - 握手絵文字で両手の間の肌のトーンを選択する機能を追加した - クイック アクセスの検索機能が拡張され、インデックスが作成された任意の場所のコンテンツが含まれるようになった。 - クイック設定の新しいブルーブースパネル |
| 22567.1                                        | Dev チャネル: 2022年3月2日                                          | 有効期限: 2022年9月15日 (ni_release)           | - より多くの再生可能エネルギー源が利用可能になったときにバックグラウンドで更新プログラムのインストールに優先順位を付けるための新しいWindows Updateメカニズム - 設定アプリの改善 - Microsoft 365 サブスクリプション ページをメインのアカウント ページに移動した - Microsoft 365 サブスクリプションページの新しい支払いの詳細 - 信頼できないアプリケーションをブロックするためのWindowsセキュリティの新しいスマートアプリコントロール(SAC)機能 - OOBE 中の新しいアンドロイド携帯電話のリンクページ - 再設計された「プログラムから開く」ダイアログボックス - 開いているすべてのウィンドウを最小化または復元するために上下にスワイプするための新しいマルチフィンガータッチジェスチャー |
| 22567.100                                      | Dev チャネル: 2022年3月4日                                          | 有効期限: 2022年9月15日 (ni_release)           | - サービスパイプラインをテスト |
| 22567.200                                      | Dev チャネル: 2022年3月7日                                          | 有効期限: 2022年9月15日 (ni_release)           | - サービスパイプラインをテスト |
| 22572.1                                        | Dev チャネル: 2022年3月9日                                          | 有効期限: 2022年9月15日 (ni_release)           | - Microsoft FamilyとClipchampを新たなアプリとして内蔵される - タスクバーでの検索のための新しい概要・新機能機能 - 再設計された印刷キューのエクスペリエンス - クイックアシストとWindowsサンドボックス用に再設計されたアイコン - ナレーターの自然な声をすべての英語に拡大 |
| 22572.100                                      | Dev チャネル: 2022年3月11日                                         | 有効期限: 2022年9月15日 (ni_release)           | - サービスパイプラインをテスト |
| 22572.201                                      | Dev チャネル: 2022年3月14日                                         | 有効期限: 2022年9月15日 (ni_release)           | - サービスパイプラインをテスト |
| 22579.1                                        | Dev チャネル: 2022年3月18日                                         | 有効期限: 2022年9月15日 (ni_release)           | - BitLocker 暗号化から USB リムーバブルドライブを除外するための新しいグループポリシー - 拡大鏡とスクリーンキーボード用に再設計されたアイコン - [スタート] メニューのアプリ フォルダーの名前を変更する機能が追加 - [はじめに] アプリの新しいピン留めされたサイトの提案セクション - 3本の指を使って左右にスワイプし、最近使用したウィンドウを切り替えるときのマルチフィンガータッチジェスチャーの新しいアニメーション - メンテナンスのために再設計された「プログラムから開く」ダイアログボックスを元に戻した |
| 22579.100                                      | Dev チャネル: 2022年3月22日                                         | 有効期限: 2022年9月15日 (ni_release)           | - サービスパイプラインをテスト |
| 22581.1                                        | Dev チャネル: 2022年3月23日 Beta チャネル: 2022年3月23日            | 有効期限: 2022年9月15日 (ni_release)           | - 主に改善及びバグフィックス |
| 22581.100                                      | Dev チャネル: 2022年3月25日 Beta チャネル: 2022年3月25日            | 有効期限: 2022年9月15日 (ni_release)           | - サービスパイプラインをテスト |
| 22581.200                                      | Dev チャネル: 2022年3月29日 Beta チャネル: 2022年3月29日            | 有効期限: 2022年9月15日 (ni_release)           | - サービスパイプラインをテスト |
| 22593.1                                        | Dev チャネル: 2022年4月6日 Beta チャネル: 2022年4月6日              | 有効期限: 2022年9月15日 (ni_release)           | - エクスプローラーのクイック アクセス ページの名前を [ホーム] に変更した。 - エクスプローラーの検索ボックスで、最近使用したオンライン ファイルやピン留めされたオンライン ファイル (Office ファイルなど) を検索する機能が追加された。 - 更新されたアドラムとパシュトー語のキーボードレイアウト |
| 22598.1                                        | Dev チャネル: 2022年4月13日 Beta チャネル: 2022年4月13日            | 有効期限: 2022年9月15日 (ni_release)           | - Windows Spotlightで4K解像度でデスクトップの壁紙を表示する機能を追加 |
| 22598.100                                      | Dev チャネル: 2022年4月15日 Beta チャネル: 2022年4月15日            | 有効期限: 2022年9月15日 (ni_release)           | - サービスパイプラインをテスト |
| 22598.200                                      | Dev チャネル: 2022年4月19日 Beta チャネル: 2022年4月19日            | 有効期限: 2022年9月15日 (ni_release)           | - サービスパイプラインをテスト |
| 22610.1                                        | Dev チャネル: 2022年4月29日 Beta チャネル: 2022年4月29日            | N/A (ni_release)                               | - ファミリー セーフティ ウィジェットの更新 - タスクマネージャの[プロセス]ページでユーザーのカスタムアクセントカラーに基づいて色を表示する機能を追加 - Build22563で変更されたタブレットに最適化されたタスクバーを無効化 - SMB 1.0クライアントをデフォルトで無効にするポリシーをHomeエディションに適用 - 再アクティブ化された TKIP および WEP セキュリティ プロトコル |
| 22616.1                                        | Dev チャネル: 2022年5月5日 Beta チャネル: 2022年5月5日              | N/A (ni_release)                               | - 主に改善及びバグフィックス |
| 22616.100                                      | Dev チャネル: 2022年5月10日 Beta チャネル: 2022年5月10日            | N/A (ni_release)                               | - サービスパイプラインをテスト |
| 22621.1                                        | Beta チャネル: 2022年5月11日 Release Preview チャネル: 2022年6月7日 | N/A (ni_release)                               | - 主に改善及びバグフィックス |
| 22621.105                                      | Release Preview チャネル: 2022年6月14日                             | N/A (ni_release)                               | - KB5014688 |
| 22621.160                                      | Beta チャネル: 2022年6月13日                                        | N/A (ni_release)                               | - KB5014770 - ファイル エクスプローラーの新しいタブ ブラウジング機能 - ファイル エクスプローラーの左側のナビゲーション ペインのレイアウトを更新 |
| 22621.169                                      | Release Preview チャネル: 2022年6月30日                             | N/A (ni_release)                               | - KB5014958 - 主に改善及びバグフィックス |
| 22621.232                                      | Release Preview チャネル: 2022年7月12日                             | N/A (ni_release)                               | - KB5015818 |
| 22621.290                                      | Beta チャネル: 2022年7月5日                                         | N/A (ni_release)                               | - KB5014959 - 主に改善及びバグフィックス |
| 22621.317                                      | Release Preview チャネル: 2022年7月28日                             | N/A (ni_release)                               | - KB5015885 - 主に改善及びバグフィックス |
| 22621.382                                      | Release Preview チャネル: 2022年8月9日                              | N/A (ni_release)                               | - KB5016632 - バージョン 22H2の一般リリースに際して公開されたISOイメージは当ビルドであった。 |
| 22621.436                                      | Beta チャネル: 2022年7月19日                                        | N/A (ni_release)                               | - KB5015888 - 主に改善及びバグフィックス |
| 22621.440                                      | Beta チャネル: 2022年7月28日                                        | N/A (ni_release)                               | - KB5015890 - タスクバーのスポーツおよび金融ウィジェットからのライブ更新を表示する機能を追加 |
| 22621.450                                      | Beta チャネル: 2022年8月2日                                         | N/A (ni_release)                               | - KB5016700 - 主に改善及びバグフィックス |
| 22621.457                                      | Release Preview チャネル: 2022年8月23日                             | N/A (ni_release)                               | - KB5016695 - 主に改善及びバグフィックス |
| OS ビルド                                      | リリース日                                                          | 有効期限 (ブランチ)                            | 概要・新機能・新機能 |
| ノート： 1. 2.                                 |                                                                     |                                                | |

#### Beta チャネル専用ビルド
| OS ビルド 22622（Beta チャネル専用）のプレビュービルド | OS ビルド 22622（Beta チャネル専用）のプレビュービルド | OS ビルド 22622（Beta チャネル専用）のプレビュービルド | OS ビルド 22622（Beta チャネル専用）のプレビュービルド                                                                          |
| OS ビルド                                              | KB番号                                                 | リリース日                                             | 概要・新機能 |
| ------------------------------------------------------ | ------------------------------------------------------ | ------------------------------------------------------ | --- |
| 22622.290                                              | KB5014959                                              | Beta チャネル: 2022年7月5日                            | - 新しいインライン推奨アクション機能 - 設定アプリでOneDrive Standalone 100GB サブスクリプションに関する詳細を表示する機能を追加 |
| 22622.436                                              | KB5015888                                              | Beta チャネル: 2022年7月19日                           | - 組み込みの Windows 共有ウィンドウの改善 - デフォルトの端末アプリをWindows端末に更新                                           |
| 22622.440                                              | KB5015890                                              | Beta チャネル: 2022年7月28日                           | - タスクバーのオーバーフロー機能を再導入 - 再設計された [アプリケーションから開く] ダイアログ ボックスの再導入                  |
| 22622.450                                              | KB5016700                                              | Beta チャネル: 2022年8月2日                            | |
| 22622.575                                              | KB5016694                                              | Beta チャネル: 2022年8月10日                           | |
| 22622.586                                              | KB5016701                                              | Beta チャネル: 2022年8月24日                           | |
| 22622.590                                              | KB5017846                                              | Beta チャネル: 2022年9月1日                            | |
| 22622.598                                              | KB5017390                                              | Beta チャネル: 2022年9月12日                           | |
| 22622.601                                              | KB5017384                                              | Beta チャネル: 2022年9月21日                           | |
| OS ビルド                                              | KB番号                                                 | リリース日                                             | 概要・新機能 |
| ノート： 1.                                            |                                                        |                                                        | |

| OS ビルド 22623（Beta チャネル専用）のプレビュービルド | OS ビルド 22623（Beta チャネル専用）のプレビュービルド | OS ビルド 22623（Beta チャネル専用）のプレビュービルド | OS ビルド 22623（Beta チャネル専用）のプレビュービルド |
| OS ビルド                                              | KB番号                                                 | リリース日                                             | 概要・新機能 |
| ------------------------------------------------------ | ------------------------------------------------------ | ------------------------------------------------------ | --- |
| 22623.730                                              | KB5017385                                              | Beta チャネル: 2022年9月29日                           | - タブレットに最適化されたタスクバーを再導入 |
| 22623.741                                              | KB5018503                                              | Beta チャネル: 2022年10月10日                          | |
| 22623.746                                              | KB5018490                                              | Beta チャネル: 2022年10月13日                          | - タブレット向けに最適化されたタスクバーのトレイ アイコンを再配置するための予備的なサポートを追加 |
| 22623.870                                              | KB5018499                                              | Beta チャネル: 2022年10月20日                          | - タスクバーの再設計された検索エントリ ポイント - タスクバーのコンテキストメニューに新しいタスクマネージャー項目を追加 - ナレーターでの新しい点字ディスプレイと入出力言語のサポート                                                                               |
| 22623.875                                              | KB5018486                                              | Beta チャネル: 2022年10月27日                          | - 下記の機能がBeta チャネル:のすべての Windows Insider が利用可能 - タブレットに最適化されたタスクバーを再導入（ビルド 22623.730でロールアウト開始） - タスクバーのコンテキストメニューに新しいタスクマネージャー項目を追加（ビルド 22623.870でロールアウト開始） |
| 22623.885                                              | KB5020054                                              | Beta チャネル: 2022年11月7日                           | - ウィジェットの新しい拡張ビュー - NPU互換デバイスのクイック設定の新しい Studio Effects セクション - 設定アプリの新しいエネルギー推奨ページ - 設定アプリの更新されたタッチ キーボード オプション - 新しいタミル アンジャル キーボード                             |
| 22623.891                                              | KB5020040                                              | Beta チャネル: 2022年11月10日                          | - タスク マネージャーの更新 - 新しいプロセス フィルタリング機能 - カスタムテーマのサポートを追加 - アプリ内ダイアログのテーマ サポートを追加 - 改善された効率モード ダイアログ                                                                                    |
| 22623.1020                                             | KB5020035                                              | Beta チャネル: 2022年11月28日                          | - 新しい Windows スポットライト テーマ - ナレーターでの新しい点字ディスプレイと入出力言語のサポート |
| 22623.1028                                             | KB5021866                                              | Beta チャネル: 2022年12月6日                           | |
| 22623.1037                                             | KB5021304                                              | Beta チャネル: 2022年12月15日                          | - 音声アクセスの改善 - タスクバーの再設計された検索エントリ ポイントの再導入 |
| 22623.1095                                             | KB5022364                                              | Beta チャネル: 2023年1月5日                            | - [スタート] メニューの検索ボックスを更新し、角をより丸いデザインへ更新 - タスクバーの検索ボックスを更新し、角をより丸いデザインへ更新 |
| 22623.1180                                             | KB5022363                                              | Beta チャネル: 2023年1月19日                           | - 設定アプリの [アカウント] ページの下にある新しい統合ストレージ クォータ バー - ウィジェット ボードのサインイン要件を削除 |
| 22623.1245                                             | KB5022358                                              | Beta チャネル: 2023年1月26日                           | |
| 22623.1250                                             | KB5023008                                              | Beta チャネル: 2023年2月2日                            | |
| 22623.1255                                             | KB5022918                                              | Beta チャネル: 2023年2月9日                            | |
| 22623.1325                                             | KB5022914                                              | Beta チャネル: 2023年2月16日                           | |
| OS ビルド                                              | KB番号                                                 | リリース日                                             | 概要・新機能 |
| ノート： 1.                                            |                                                        |                                                        | |

| OS ビルド 22624（Beta チャネル専用）のプレビュービルド | OS ビルド 22624（Beta チャネル専用）のプレビュービルド | OS ビルド 22624（Beta チャネル専用）のプレビュービルド | OS ビルド 22624（Beta チャネル専用）のプレビュービルド |
| OS ビルド                                              | KB番号                                                 | リリース日                                             | 概要・新機能 |
| ------------------------------------------------------ | ------------------------------------------------------ | ------------------------------------------------------ | --- |
| 22624.1391                                             | KB5023011                                              | Beta チャネル: 2023年3月2日                            | - 音声アクセスの改善 |
| 22624.1465                                             | KB5023775                                              | Beta チャネル: 2023年3月16日                           | - より多くの言語で自動字幕起こしを導入 - 設定アプリに新しいタッチ キーボード オプションを再導入しました - 簡体字中国語 IME のクラウドおよび統合検索候補の改善 - 新しいマルチアプリ キオスク モード                                                                          |
| 22624.1470                                             | KB5023778                                              | Beta チャネル: 2023年3月23日                           | - タスクバーの検索ボックスにBingチャットを統合 - 通知トーストで2 要素認証コードをコピーするための新しいコピー ボタン - 設定アプリの新しいUSB4ハブとデバイス ページ - タスクバーのシステム クロックに秒を表示する機能を再導入                                                |
| 22624.1537                                             | KB5022910                                              | Beta チャネル: 2023年3月31日                           | - ファイル エクスプローラーのコンテキスト メニューの新しいアクセス キー ショートカット - タスク マネージャーにライブ カーネル メモリ ダンプを作成する機能を追加 - デスクトップ コンピューターとバッテリー駆動のデバイスに Content Adaptive Brightness Control (CABC) を導入 |
| 22624.1546                                             | KB5025310                                              | Beta チャネル: 2023年4月7日                            | |
| 22624.1610                                             | KB5025299                                              | Beta チャネル: 2023年4月13日                           | - 設定アプリの新しい人感センサーのプライバシー設定 |
| 22624.1616                                             | KB5025308                                              | Beta チャネル: 2023年4月20日                           | - より多くの言語で自動字幕起こしを導入 |
| 22624.1680                                             | KB5025303                                              | Beta チャネル: 2023年4月27日                           | - 進化したウィジェットボード |
| 22624.1690                                             | KB5026447                                              | Beta チャネル: 2023年5月4日                            | - 新しいFacebookウィジェット |
| 22624.1755                                             | KB5026438                                              | Beta チャネル: 2023年5月9日                            | |
| OS ビルド                                              | KB番号                                                 | リリース日                                             | 概要・新機能 |
| ノート： 1.                                            |                                                        |                                                        | |

### 公開ビルド
| Windows 11 バージョン 22H2 の公開後の更新プログラム | Windows 11 バージョン 22H2 の公開後の更新プログラム | Windows 11 バージョン 22H2 の公開後の更新プログラム                   | Windows 11 バージョン 22H2 の公開後の更新プログラム |
| OS ビルド                                           | KB番号                                              | リリース日                                                            | 概要・新機能 |
| --------------------------------------------------- | --------------------------------------------------- | --------------------------------------------------------------------- | --- |
| 22621.521                                           | KB5017321                                           | Release Preview チャネル: 2022年9月13日 一般リリース: 2022年9月20日   | |
| 22621.525                                           | KB5019311                                           | 一般リリース: 2022年9月28日                                           | |
| 22621.575                                           | KB5016694                                           | Beta チャネル: 2022年8月10日                                          | - 主に改善及びバグフィックス |
| 22621.586                                           | KB5016701                                           | Beta チャネル: 2022年8月24日                                          | - 主に改善及びバグフィックス |
| 22621.590                                           | KB5017846                                           | Beta チャネル: 2022年9月1日                                           | - 主に改善及びバグフィックス |
| 22621.598                                           | KB5017390                                           | Beta チャネル: 2022年9月12日                                          | - 主に改善及びバグフィックス |
| 22621.601                                           | KB5017384                                           | Beta チャネル: 2022年9月21日                                          | - 主に改善及びバグフィックス |
| 22621.607                                           | KB5017389                                           | Release Preview チャネル: 2022年9月22日                               | - 主に改善及びバグフィックス |
| 22621.608                                           | KB5017389                                           | Release Preview チャネル: 2022年9月30日 一般リリース: 2022年9月30日   | |
| 22621.674                                           | KB5018427                                           | Release Preview チャネル: 2022年10月11日 一般リリース: 2022年10月11日 | - セキュリティの強化 |
| 22621.675 Moment 1                                  | KB5019509                                           | Release Preview チャネル: 2022年10月11日 一般リリース: 2022年10月18日 | - ファイル エクスプローラーの新しいタブ ブラウジング機能と左側のナビゲーション ペインのレイアウトの更新 - 新しいインライン推奨アクション機能 - 組み込みの Windows 共有ウィンドウの改善 - タスクバーのオーバーフロー機能を再導入 |
| 22621.730                                           | KB5017385                                           | Beta チャネル: 2022年9月29日                                          | - 主に改善及びバグフィックス |
| 22621.741                                           | KB5018503                                           | Beta チャネル: 2022年10月10日                                         | - 主に改善及びバグフィックス |
| 22621.746                                           | KB5018490                                           | Beta チャネル: 2022年10月13日                                         | - 主に改善及びバグフィックス |
| 22621.754                                           | KB5018496                                           | Release Preview チャネル: 2022年10月19日                              | - タスクバーの再設計された検索エントリ ポイント - タスクバーのコンテキストメニューに新しいタスクマネージャー項目を追加 - 設定アプリでOneDrive Standalone 100GB サブスクリプションに関する詳細を表示する機能を追加 |
| 22621.755                                           | KB5018496                                           | Release Preview チャネル: 2022年10月25日 一般リリース: 2022年10月25日 | |
| 22621.819                                           | KB5019980                                           | Release Preview チャネル: 2022年11月8日 一般リリース: 2022年11月8日   | - セキュリティの強化 |
| 22621.870                                           | KB5018499                                           | Beta チャネル: 2022年10月20日                                         | - 主に改善及びバグフィックス |
| 22621.875                                           | KB5018486                                           | Beta チャネル: 2022年10月27日                                         | - 主に改善及びバグフィックス |
| 22621.885                                           | KB5020054                                           | Beta チャネル: 2022年11月7日                                          | - 主に改善及びバグフィックス |
| 22621.891                                           | KB5020040                                           | Beta チャネル: 2022年11月10日                                         | - 主に改善及びバグフィックス |
| 22621.898                                           | KB5020044                                           | Release Preview チャネル: 2022年11月17日                              | - 新しい Windows スポットライト テーマ - 設定アプリの [アカウント] ページの下にある新しい統合ストレージ クォータ バー |
| 22621.900                                           | KB5020044                                           | Release Preview チャネル: 2022年11月29日 一般リリース: 2022年11月29日 | |
| 22621.963                                           | KB5021255                                           | Release Preview チャネル: 2022年12月13日 一般リリース: 2022年12月13日 | - セキュリティの強化 |
| 22621.1020                                          | KB5020035                                           | Beta チャネル: 2022年11月28日                                         | - 主に改善及びバグフィックス |
| 22621.1028                                          | KB5021866                                           | Beta チャネル: 2022年12月6日                                          | - 主に改善及びバグフィックス |
| 22621.1037                                          | KB5021304                                           | Beta チャネル: 2022年12月15日                                         | - 主に改善及びバグフィックス |
| 22621.1095                                          | KB5022364                                           | Beta チャネル: 2023年1月5日                                           | - [スタート] メニューの検索ボックスを更新し、角をより丸いデザインへ更新 - タスクバーの検索ボックスを更新し、角をより丸いデザインへ更新 |
| 22621.1105                                          | KB5022303                                           | Release Preview チャネル: 2023年1月10日 一般リリース: 2023年1月10日   | - セキュリティの強化 |
| 22621.1180                                          | KB5022363                                           | Beta チャネル: 2023年1月19日                                          | - 設定アプリの [アカウント] ページの下にある新しい統合ストレージ クォータ バー - ウィジェット ボードのサインイン要件を削除 |
| 22621.1192                                          | KB5022360                                           | Release Preview チャネル: 2023年1月17日                               | - 主に改善及びバグフィックス |
| 22621.1194                                          | KB5022360                                           | Release Preview チャネル: 2023年1月26日 一般リリース: 2023年1月26日   | |
| 22621.1245                                          | KB5022358                                           | Beta チャネル: 2023年1月26日                                          | - 主に改善及びバグフィックス |
| 22621.1250                                          | KB5023008                                           | Beta チャネル: 2023年2月2日                                           | - 主に改善及びバグフィックス |
| 22621.1255                                          | KB5022918                                           | Beta チャネル: 2023年2月9日                                           | - 主に改善及びバグフィックス |
| 22621.1265                                          | KB5022845                                           | Release Preview チャネル: 2023年2月14日 一般リリース: 2023年2月14日   | - セキュリティの強化 |
| 22621.1325                                          | KB5022914                                           | Beta チャネル: 2023年2月16日                                          | - 主に改善及びバグフィックス |
| 22621.1343                                          | KB5022913                                           | Release Preview チャネル: 2023年2月21日                               | - タスクバーの検索ボックスを再導入 - NPU互換デバイスのクイック設定の新しい Studio Effects セクション - タブレットに最適化されたタスクバーを再導入 - ナレーターの新しい点字ドライバー ソリューション - ナレーターでの新しい点字ディスプレイと入出力言語のサポート - 設定アプリの新しいエネルギー推奨ページ - タブレット向けに最適化されたタスクバーのトレイ アイコンを再配置するための予備的なサポート - 音声アクセスの改善 - タスク マネージャーの更新 - 新しいプロセス フィルタリング機能 - カスタムテーマのサポートを追加 - アプリ内ダイアログのテーマ サポートを追加 - 改善された効率モード ダイアログ - 新しいタミル語アンジャルキーボード |
| 22621.1344 Moment 2                                 | KB5022913                                           | Release Preview チャネル: 2023年2月28日 一般リリース: 2023年2月28日   | |
| 22621.1391                                          | KB5023011                                           | Beta チャネル: 2023年3月2日                                           | - 主に改善及びバグフィックス |
| 22621.1413                                          | KB5023706                                           | Release Preview チャネル: 2023年3月14日 一般リリース: 2023年3月14日   | - セキュリティの強化 |
| 22621.1465                                          | KB5023775                                           | Beta チャネル: 2023年3月16日                                          | - 主に改善及びバグフィックス |
| 22621.1470                                          | KB5023780                                           | Beta チャネル: 2023年3月23日                                          | - 主に改善及びバグフィックス |
| 22621.1483                                          | KB5023778                                           | Release Preview チャネル: 2023年3月21日                               | - [スタート] メニューのユーザー プロファイル アイコンに通知バッジを表示する機能を追加 - タスクバーの検索ボックスにBingチャットを統合 |
| 22621.1485                                          | KB5023778                                           | Release Preview チャネル: 2023年3月28日 一般リリース: 2023年3月28日   | |
| 22621.1537                                          | KB5022910                                           | Beta チャネル: 2023年3月31日                                          | - 主に改善及びバグフィックス |
| 22621.1546                                          | KB5025310                                           | Beta チャネル: 2023年4月7日                                           | - 主に改善及びバグフィックス |
| 22621.1555                                          | KB5025239                                           | Release Preview チャネル: 2023年4月11日 一般リリース: 2023年4月11日   | - セキュリティの強化 |
| 22621.1610                                          | KB5025299                                           | Beta チャネル: 2023年4月13日                                          | - 主に改善及びバグフィックス |
| 22621.1616                                          | KB5025308                                           | Beta チャネル: 2023年4月20日                                          | - 主に改善及びバグフィックス |
| 22621.1631                                          | KB5025305                                           | Release Preview チャネル: 2023年4月13日                               | - ウィジェットタスクバーボタンのいくつかのアイコンにアニメーションを追加 - 設定ページのWindows Updateに新しいトグルコントロールを追加 |
| 22621.1635                                          | KB5025305                                           | Release Preview チャネル: 2023年4月25日 一般リリース: 2023年4月25日   | |
| 22621.1680                                          | KB5025303                                           | Beta チャネル: 2023年4月27日                                          | - 主に改善及びバグフィックス |
| 22621.1690                                          | KB5026447                                           | Beta チャネル: 2023年5月4日                                           | - 主に改善及びバグフィックス |
| 22621.1702                                          | KB5025239                                           | Release Preview チャネル: 2023年5月9日 一般リリース: 2023年5月9日     | - セキュリティの強化 |
| 22621.1755                                          | KB5026438                                           | Beta チャネル: 2023年5月9日                                           | - 主に改善及びバグフィックス |
| 22621.1776                                          | KB5026446                                           | Release Preview チャネル: 2023年5月11日                               | - ウィジェット ピッカーの更新 |
| 22621.1778 Moment 3                                 | KB5026446                                           | Release Preview チャネル: 2023年5月24日 一般リリース: 2023年5月24日   | |
| 22621.1825                                          | KB5026440                                           | Beta チャネル: 2023年5月25日                                          | - 主に改善及びバグフィックス |
| 22621.1830                                          | KB5026443                                           | Beta チャネル: 2023年6月1日                                           | |
| 22621.1835                                          | KB5027305                                           | Beta チャネル: 2023年6月8日                                           | |
| 22621.1848                                          | KB5027231                                           | Release Preview チャネル: 2023年6月13日 一般リリース: 2023年6月13日   | - セキュリティの強化 |
| 22621.1900                                          | KB5027301                                           | Beta チャネル: 2023年6月15日                                          | |
| 22621.1906                                          | KB5027311                                           | Beta チャネル: 2023年6月22日                                          | - 主に改善及びバグフィックス |
| 22621.1926                                          | KB5027303                                           | Release Preview チャネル: 2023年6月20日                               | - 主に改善及びバグフィックス - Moment 3の新機能と拡張機能をデフォルトで有効化 |
| 22621.1928                                          | KB5027303                                           | Release Preview チャネル: 2023年6月27日 一般リリース: 2023年6月27日   | |
| 22621.1972                                          | KB5027295                                           | Beta チャネル: 2023年6月29日                                          | - 主に改善及びバグフィックス |
| 22621.1992                                          | KB5028185                                           | Release Preview チャネル: 2023年7月11日 一般リリース: 2023年7月11日   | - セキュリティの強化 - Moment 3の新機能と拡張機能をデフォルトで有効化 |
| 22621.2048                                          | KB5028247                                           | Beta チャネル: 2023年7月13日                                          | |
| 22621.2050                                          | KB5028256                                           | Beta チャネル: 2023年7月21日                                          | |
| 22621.2066                                          | KB5028254                                           | Release Preview チャネル: 2023年7月13日                               | - 主に改善及びバグフィックス |
| 22621.2070                                          | KB5028254                                           | Release Preview チャネル: 2023年7月26日 一般リリース: 2023年7月26日   | |
| 22621.2115                                          | KB5028251                                           | Beta チャネル: 2023年7月26日                                          | - 主に改善及びバグフィックス |
| 22621.2129                                          | KB5029359                                           | Beta チャネル: 2023年8月2日                                           | - 主に改善及びバグフィックス |
| 22621.2134                                          | KB5029263                                           | Release Preview チャネル: 2023年8月8日 一般リリース: 2023年8月8日     | - セキュリティの強化 |
| 22621.2191                                          | KB5029336                                           | Beta チャネル: 2023年8月10日                                          | |
| 22621.2199                                          | KB5029352                                           | Beta チャネル: 2023年8月18日                                          | - 主に改善及びバグフィックス |
| 22621.2213                                          | KB5029351                                           | Release Preview チャネル: 2023年8月10日                               | - 主に改善及びバグフィックス |
| 22621.2215                                          | KB5029351                                           | Release Preview チャネル: 2023年8月22日 一般リリース: 2023年8月22日   | |
| 22621.2262                                          | KB5029339                                           | Beta チャネル: 2023年8月24日                                          | - 主に改善及びバグフィックス |
| 22621.2265                                          | KB5029347                                           | Beta チャネル: 2023年8月31日                                          | |
| 22621.2271                                          | KB5030316                                           | Beta チャネル: 2023年9月6日                                           | |
| 22621.2283                                          | KB5030219                                           | Release Preview チャネル: 2023年9月12日 一般リリース: 2023年9月12日   | - セキュリティの強化 |
| 22621.2338                                          | KB5030305                                           | Beta チャネル: 2023年9月12日                                          | - 主に改善及びバグフィックス |
| 22621.2359                                          | KB5030310                                           | Release Preview チャネル: 2023年9月14日                               | - 設定アプリの新しいホームページ - 新しい Windows バックアップ アプリ - [スタート] メニューの [推奨] セクションに推奨される一般的な Web サイトを表示する機能を追加 - 追加のアーカイブ ファイル形式 ( 7z、rar、tar )のネイティブ サポートを追加 |
| 22621.2361 Moment 4                                 | KB5030310                                           | Release Preview チャネル: 2023年9月22日 一般リリース: 2023年9月26日   | |
| 22621.2428                                          | KB5031354                                           | Release Preview チャネル: 2023年10月10日 一般リリース: 2023年10月10日 | - セキュリティの強化 |
| 22621.2500                                          | KB5031455                                           | Release Preview チャネル: 2023年10月12日                              | - Windows Ink 経由で編集フィールドに直接手書き入力する機能を追加。 - Moment 4の新機能と拡張機能をデフォルトで有効化 |
| 22621.2506                                          | KB5031455                                           | Release Preview チャネル: 2023年10月31日 一般リリース: 2023年10月31日 | |
| 22621.2715                                          | KB5032190                                           | Release Preview チャネル: 2023年11月14日 一般リリース: 2023年11月14日 | - セキュリティの強化 - Moment 4の新機能と拡張機能をデフォルトで有効化 |
| 22621.2787                                          | KB5032288                                           | Release Preview チャネル: 2023年11月16日                              | - 主に改善及びバグフィックス |
| 22621.2792                                          | KB5032288                                           | Release Preview チャネル: 2023年12月4日 一般リリース: 2023年12月4日   | |
| 22621.2861                                          | KB5033375                                           | Release Preview チャネル: 2023年12月12日 一般リリース: 2023年12月12日 | - セキュリティの強化 |
| 22621.3007                                          | KB5034123                                           | Release Preview チャネル: 2024年1月9日 一般リリース: 2024年1月9日     | - セキュリティの強化 |
| 22621.3078                                          | KB5034204                                           | Release Preview チャネル: 2024年1月11日                               | - Windows Ink の一部編集ボックスでデジタル手書き (インク) を使用する機能を、より多くの言語とロケールに拡張。 |
| 22621.3085                                          | KB5034204                                           | Release Preview チャネル: 2024年1月23日 一般リリース: 2024年1月23日   | |
| 22621.3155                                          | KB5034765                                           | Release Preview チャネル: 2024年2月13日 一般リリース: 2024年2月13日   | - セキュリティの強化 - Copilotアイコンをタスクバーのシステムトレイの右側に移動 |
| 22621.3227                                          | KB5034848                                           | Release Preview チャネル: 2024年2月15日                               | - スナップレイアウトの新しい提案機能 - クイック設定のキャスト フライアウトの更新 - Windows 365 ブートと Windows 365 スイッチの改善 - Windows共有ウィンドウの改善 - 音声アクセスの改善 +設定アプリの新しいモバイルデバイス（電話リンクから名前変更）ページ - Android モバイルデバイスから Snipping Tool で最近の写真やスクリーンショットを開くように促す新しい通知 - フランス語、ドイツ語、スペイン語での新しい音声アクセス - マルチディスプレイサポートを追加 新しい音声ショートカット機能 |
| 22621.3235 Moment 5                                 | KB5034848                                           | Release Preview チャネル: 2024年2月29日 一般リリース: 2024年2月29日   | - USB4バージョン2.0仕様のサポートを追加 |
| 22621.3296                                          | KB5035853                                           | Release Preview チャネル: 2024年3月12日 一般リリース: 2024年3月12日   | - セキュリティの強化 |
| 22621.3371                                          | KB5035942                                           | Release Preview チャネル: 2024年3月21日                               | - 主に改善及びバグフィックス |
| 22621.3374                                          | KB5035942                                           | Release Preview チャネル: 2024年3月26日 一般リリース: 2024年3月26日   | |
| 22621.3447                                          | KB5036893                                           | Release Preview チャネル: 2024年4月9日 一般リリース: 2024年4月9日     | - セキュリティの強化 |
| 22621.3520                                          | KB5036980                                           | Release Preview チャネル: 2024年4月11日                               | - 主に改善及びバグフィックス |
| 22621.3527                                          | KB5036980                                           | Release Preview チャネル: 2024年4月23日 一般リリース: 2024年4月23日   | |
| 22621.3593                                          | KB5037771                                           | Release Preview チャネル: 2024年5月14日 一般リリース: 2024年5月14日   | - セキュリティの強化 |
| 22621.3668                                          | KB5037853                                           | Release Preview チャネル: 2024年5月16日                               | - 中国におけるデバイスへの Microsoft PC Manager の導入 - ファイルエクスプローラーのアドレスバーのパンくずリスト間の新しいドラッグアンドドロップ機能を追加 - 設定アプリの新しいリンクされたデバイスページ - スタートメニューの新しいアカウントマネージャーエクスペリエンス - Windows バックアップの改善 - サウンド設定のバックアップと復元機能を追加 - Microsoftアカウントで直接サインインする機能を追加 - Windows共有ウィンドウの改善 - 特定のMicrosoft Teamsチャネルとグループチャットに直接共有する機能を追加 - URLを共有するためのQRコードを生成する新しいオプション - ユーザー自身のGmailアカウントにメールを送信する機能を追加            |
| 22621.3672                                          | KB5037853                                           | Release Preview チャネル: 2024年5月29日 一般リリース: 2024年5月29日   | |
| 22621.3737                                          | KB5039212                                           | Release Preview チャネル: 2024年6月11日 一般リリース: 2024年6月11日   | - セキュリティの強化 |
| 22621.3807                                          | KB5039302                                           | Release Preview チャネル: 2024年6月13日                               | - Copilot をシステムから分離し単独アプリ化 - Emoji 15.1のサポートを追加 - 7zおよびtarアーカイブをネイティブに作成するためのサポートを追加 - 設定ホームページに新しい Game Pass 推奨カードを追加 - Windows共有ウィンドウでファイルをコピーするための新しいコピーボタン - タスクマネージャーの改善および機能の向上 |
| 22621.3810                                          | KB5039302                                           | Release Preview チャネル: 2024年6月25日 一般リリース: 2024年6月25日   | |
| 22621.3880                                          | KB5040442                                           | Release Preview チャネル: 2024年7月9日 一般リリース: 2024年7月9日     | - セキュリティの強化 |
| 22621.3951                                          | KB5040527                                           | Release Preview チャネル: 2024年7月11日                               | - 主に改善及びバグフィックス |
| 22621.3958                                          | KB5040527                                           | Release Preview チャネル: 2024年7月25日 一般リリース: 2024年7月25日   | |
| 22621.4037                                          | KB5041585                                           | Release Preview チャネル: 2024年8月13日 一般リリース: 2024年8月13日   | - セキュリティの強化 |
| 22621.4108                                          | KB5041587                                           | Release Preview チャネル: 2024年8月19日                               | - Android デバイスにコンテンツを共有するための Windows 共有ウィンドウの更新 - ナレータースキャンモードのパフォーマンス向上 - 音声アクセスでのスペルチェックと修正機能の改善 |
| 22621.4112                                          | KB5041587                                           | Release Preview チャネル: 一般リリース: 2024年8月27日                 | |
| 22621.4169                                          | KB5043076                                           | Release Preview チャネル: 2024年9月10日 一般リリース: 2024年9月10日   | - セキュリティの強化 |
| 22621.4247                                          | KB5043145                                           | Release Preview チャネル: 2024年9月23日                               | - ロック画面上のメディアコントロールの位置を更新 - スタートメニューの新しいアカウントマネージャーの更新 - 設定アプリの配信最適化ページを再設計 - タスクバーの検索ボックスからの検索結果でローカルファイルを共有する新しいオプション |
| 22621.4249                                          | KB5043145                                           | Release Preview チャネル: 2024年9月26日 一般リリース: 2024年9月26日   | - 設定アプリでCopilot Proサブスクリプションを管理する機能を追加 |
| 22621.4317                                          | KB5044285                                           | Release Preview チャネル: 2024年10月8日 一般リリース: 2024年10月8日   | - セキュリティの強化 - このビルドをもって、Home エディションおよびPro エディションにおけるバージョン 22H2のサポートは終了した。 |
| 22621.4391                                          | KB5044380                                           | 一般リリース: 2024年10月22日                                          | Enterprise エディションおよびEducation エディション限定の更新 - 特定のアプリからの通知を停止する提案をオフにする機能の追加 - その他バグフィックス |
| 22621.4460                                          | KB5046633                                           | 一般リリース: 2024年11月12日                                          | Enterprise エディションおよびEducation エディション限定の更新 - セキュリティの強化 |
| 22621.4541                                          | KB5046732                                           | 一般リリース: 2024年11月21日                                          | Enterprise エディションおよびEducation エディション限定の更新 - システムトレイの日付/時刻表示を簡略化 - マウスポインターの精度の強化を無効にするオプションの追加 - ナレーターの改善 - その他多数の新機能並びに改善及びバグフィックス |
| 22621.4602                                          | KB5048685                                           | 一般リリース: 2024年12月10日                                          | Enterprise エディションおよびEducation エディション限定の更新 - セキュリティの強化 |
| 22621.4751                                          | KB5050021                                           | 一般リリース: 2025年1月14日                                           | Enterprise エディションおよびEducation エディション限定の更新 - セキュリティの強化 |
| 22621.4830                                          | KB5050092                                           | 一般リリース: 2025年1月29日                                           | Enterprise エディションおよびEducation エディション限定の更新 - タスク バーでアイコンにカーソルを合わせると表示されるプレビューの改善 - Windows PCとモバイル端末間での作業内容の共有が可能に - その他、エクスプローラー、Windows Shareおよび拡大鏡アプリの改善 - バグフィックス |
| 22621.4890                                          | KB5051989                                           | 一般リリース: 2025年2月11日                                           | Enterprise エディションおよびEducation エディション限定の更新 - セキュリティの強化 |
| 22621.4974                                          | KB5052094                                           | 一般リリース: 2025年2月25日                                           | Enterprise エディションおよびEducation エディション限定の更新 - 共有されたファイルにタスクバーのジャンプリストから素早くアクセス - その他、Windows スポットライト、ロック画面、ナレーター、エクスプローラー、PC Game Passに関する改善 - バグフィックス |
| 22621.5039                                          | KB5053602                                           | 一般リリース: 2025年3月11日                                           | Enterprise エディションおよびEducation エディション限定の更新 - セキュリティの強化 |
| 22621.5126                                          | KB5053657                                           | 一般リリース: 2025年3月25日                                           | - タッチ式のゲームパッド キーボード レイアウトを導入 - 設定アプリの [システム]＞[バージョン情報]の表示内容を変更 - その他改善及びバグフィックス |
| 22621.5189                                          | KB5055528                                           | 一般リリース: 2025年4月8日                                            | Enterprise エディションおよびEducation エディション限定の更新 - セキュリティの強化 |
| 22621.5192                                          | KB5058919                                           | 一般リリース: 2025年4月11日                                           | Enterprise エディションおよびEducation エディション限定の更新 - バグフィックス |
| 22621.5262                                          | KB5055629                                           | 一般リリース: 2025年4月22日                                           | Enterprise エディションおよびEducation エディション限定の更新 - ナレーターが話した内容を後から参照 - スマートフォン連携の機能強化 - Windows Share ウィンドウで共有された画像をその場で編集 - その他改善、バグフィックス及びセキュリティの強化 |
| 22621.5335                                          | KB5058405                                           | 一般リリース: 2025年5月13日                                           | Enterprise エディションおよびEducation エディション限定の更新 - セキュリティの強化 |
| 22621.5413                                          | KB5058502                                           | 一般リリース: 2025年5月27日                                           | Enterprise エディションおよびEducation エディション限定の更新 - Copilotを呼び出すための新たなショートカットキー - 設定アプリの [システム]＞[バージョン情報] ページに「よくある質問」節を追加 - その他改善及びバグフィックス |
| 22621.5415                                          | KB5062170                                           | 一般リリース: 2025年5月31日                                           | Enterprise エディションおよびEducation エディション限定の更新 - バグフィックス |
| 22621.5472                                          | KB5060999                                           | 一般リリース: 2025年6月10日                                           | Enterprise エディションおよびEducation エディション限定の更新 - セキュリティの強化 |
| 22621.5549                                          | KB5060826                                           | 一般リリース: 2025年6月26日                                           | Enterprise エディションおよびEducation エディション限定の更新 - 主に改善及びバグフィックス |
| 22621.5624                                          | KB5062552                                           | 一般リリース: 2025年7月8日                                            | Enterprise エディションおよびEducation エディション限定の更新 - セキュリティの強化 |
| OS ビルド                                           | KB番号                                              | リリース日                                                            | 概要・新機能 |
| ノート： 1. 2.                                      |                                                     |                                                                       | |